# Giovanni Maria Trabaci
Giovanni Maria Trabaci (* um 1575 in Montepeloso, Provinz Matera; † 31. Dezember 1647 in Neapel) war ein italienischer Komponist.

## Leben und Wirken
Giovanni Maria Trabaci war Schüler von Giovanni de Macque (um 1550–1614), trat im Jahr 1594 als Sänger in die Kapelle der Kirche Santissima Casa dell’Annunziata in Neapel ein und war gleichzeitig Organist am Oratorio dei Filippini.  Im Jahr 1601 wurde er Organist und im Jahr 1614 Kapellmeister der Königlichen Kapelle des Hofes von Neapel. Trabaci gilt in der Geschichte der italienischen Orgelmusik des frühen 17. Jahrhunderts als Vertreter der typischen neapolitanischen Kanzone. Er gab unter anderem zwei Bände mit Werken heraus, die ursprünglich für Tasteninstrumente bestimmt waren, aber in verschiedenen Instrumentierungen musiziert werden können. Seine Passionen sind ein für das 17. Jahrhundert ungewöhnlich eigenständiger Beitrag zu dieser Gattung in ihrer lateinischen Form.

## Werke
- 2 Bücher Ricercate, canzone francese, capricci und anderes für Tasteninstrumente (Neapel 1603 und 1615)
- Motetten für 5 bis 8 Stimmen (Neapel 1602)
- Messen und Motetten für 4 Stimmen (Neapel 1605, mit Basso continuo 1616)
- 2 Bücher Madrigale für 5 Stimmem (Neapel 1606 und 1611)
- Villanellen für 3 bis 4 Stimmen (Neapel 1606)
- 2 Bücher Vesperpsalmen und Messe für 4 Stimmen und Basso continuo (Venedig 1608 und 1630)
- Sylva harmonica, Bearbeitung früherer Motetten für 1 Singstimme und Basso continuo (Neapel 1609)
- Passionen nach den vier Evangelisten (Neapel 1634), hierbei Evangelist 3-stimmig, die übrigen Personen einstimmig choral, Turba 4-stimmig mit zu verdoppelnden Instrumenten ad libitum.